# Kievs olympiastadion
Kievs olympiastadion (ukrainska: Національний спортивний комплекс "Олімпійський") är en fotbollsarena i Kiev i Ukraina och landets nationalarena, som tar 70 050 åskådare. Arenan genomgick en större renovering inför Fotbolls-EM 2012, så under åren 2008–2011 var stadion stängd.
Arenan är hemmaarena för Ukrainas herrlandslag i fotboll och Dynamo Kievs. Före Sovjetunionens kollaps spelade Sovjetunionens herrlandslag i fotboll ibland sina hemmamatcher här.

## Historia
Stadionbygget påbörjades i början av 1923 och invigningen skedde den 12 augusti samma år. Denna arena kallades Röda Stadion. Många misstag begicks under det snabba bygget, bland annat att förlägga arenan i en öst-västlig riktning i stället för det brukliga norr-söder. 1936 påbörjades därför bygget av en ny arena precis intill den gamla. Ritningarna gjordes av arkitekten Michail Gretjina och stadion fick namnet Centralstadion. Den hade 50 000 platser och skulle ha invigts den 22 juni 1941, men samma dag började det stora fosterländska kriget, det vill säga Sovjetunionens krig mot Nazityskland under andra världskriget. Invigningen kunde ske först 1944.
I mitten av 1960-talet byggdes arenan ut med en andra våning och kunde då ta över 100 000 åskådare. Nästa stora ombyggnad skedde inför sommar-OS 1980.

### Fotboll vid olympiska sommarspelen 1980
Kiev och arenan, som då bytte namn till Republikanska Stadion, var värd för sex gruppspelsmatcher och en av kvartsfinalerna under den olympiska fotbollsturneringen 1980.

#### Resultat
| Grupp C | 20 juli 1980 | Östtyskland | 1 – 1 | Spanien | Publik: 100 000 |  |
|         |              |             |       |         |                 |  |
|         |              |             |       |         |                 |  |
|         |              |             |       |         |                 |  |

| Grupp D | 21 juli 1980 | Irak | 3 – 0 | Costa Rica |  |  |
|         |              |      |       |            |  |  |
|         |              |      |       |            |  |  |
|         |              |      |       |            |  |  |

| Grupp C | 22 juli 1980 | Östtyskland | 1 – 0 | Algeriet | Publik: 70 000 |  |
|         |              |             |       |          |                |  |
|         |              |             |       |          |                |  |
|         |              |             |       |          |                |  |

| Grupp D | 23 juli 1980 | Finland | 0 – 0 | Irak | Publik: 40 000 |  |
|         |              |         |       |      |                |  |
|         |              |         |       |      |                |  |
|         |              |         |       |      |                |  |

| Grupp C | 24 juli 1980 | Östtyskland | 5 – 0 | Syrien | Publik: 80 000 |  |
|         |              |             |       |        |                |  |
|         |              |             |       |        |                |  |
|         |              |             |       |        |                |  |

| Grupp D | 25 juli 1980 | Finland | 3 – 0 | Costa Rica |  |  |
|         |              |         |       |            |  |  |
|         |              |         |       |            |  |  |
|         |              |         |       |            |  |  |

| Kvartsfinal | 27 juli 1980 | Östtyskland | 4 – 0 | Irak | Publik: 48 000 |  |
|             |              |             |       |      |                |  |
|             |              |             |       |      |                |  |
|             |              |             |       |      |                |  |

### Ukrainska cupfinalen

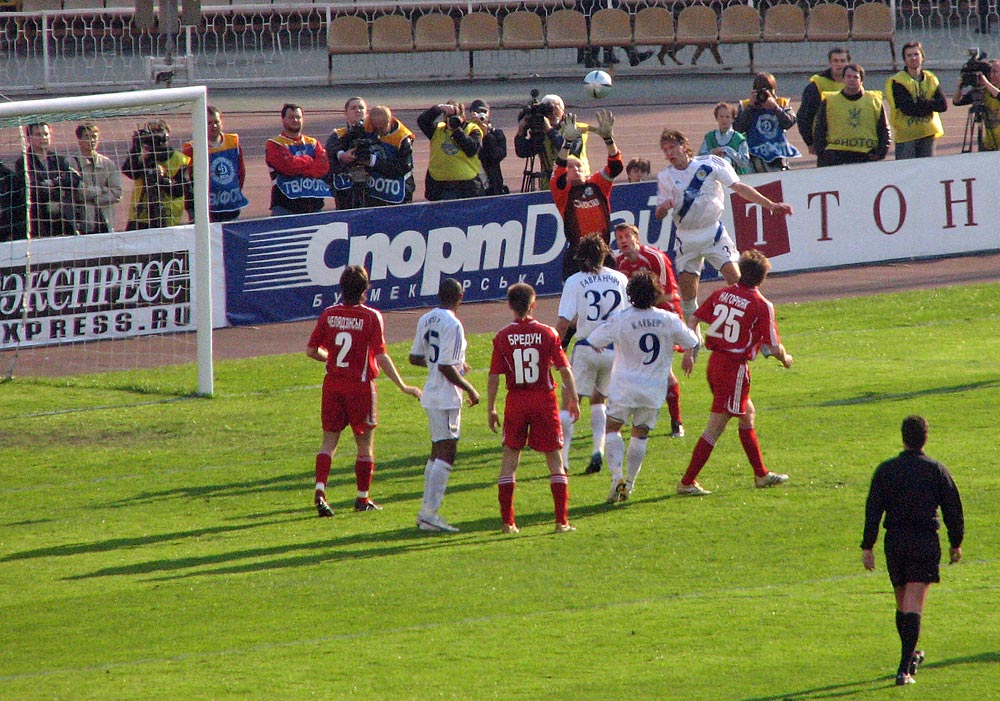
Dynamo Kiev och Metalurh Zaporizjzja i den ukrainska cupfinalen på Kievs olympiastadion den 2 maj 2006.

Den ukrainska cupfinalen spelades 1992–2007 på Kievs olympiastadion.

### Europamästerskapet i fotboll 2012
Europamästerskapet i fotboll 2012 spelades i Polen och Ukraina. Tre gruppspelsmatcher i grupp D med Ukraina, Frankrike, England och Sverige spelades på Kievs olympiastadion. Sverige spelade alla sina tre gruppspelsmatcher i Kiev, därtill spelades en kvartsfinal samt finalen på Kievs olympiastadion.

### Finalen i Champions League 2018
Den 26 maj 2018 spelades finalen i Champions League 2017/18 på Kievs olympiastadion mellan Real Madrid och Liverpool. Matchen slutade 3–1 till Real Madrid inför 61 561 åskådare.